# (1663) van den Bos
(1663) van den Bos ist ein Asteroid des Hauptgürtels, der am 4. August 1926 vom südafrikanischen Astronomen Harry Edwin Wood in Johannesburg entdeckt wurde. 
Der Asteroid ist nach dem niederländischen Astronomen Willem Hendrik van den Bos benannt.